# GSC742-2169
GSC742-2169 — хімічно пекулярна зоря спектрального класу A0, що має видиму зоряну величину в смузі V приблизно 10,8.

## Пекулярний хімічний вміст
Зоряна атмосфера GSC742-2169 має підвищений вміст 
Si
.